# Хай, Эбба
Эбба Хай (швед. Ebba Hay; 11 декабря 1866, Йёнчёпинг — 26 мая 1954, Järstorp, Йёнчёпинг) — шведская теннисистка. Участница летних Олимпийских игр 1912 года.

## Биография
Эбба Хай родилась 11 декабря 1866 года в шведском городе Йёнчёпинг.
Выступала за Йёнчёпингский клуб лаун-тенниса, во время Олимпийских игр представляла стокгольмский Королевский клуб лаун-тенниса. В 1904 году дошла до четвертьфинала чемпионата Швеции, в 1906 году — до финала в одиночном разряде на закрытых кортах, где проиграла будущему бронзовому призёру летних Олимпийских игр 1908 года Марте Адлерстроле. В 1907—1913 годах входила в тройку лучших теннисисток Швеции. 
В 1912 году вошла в состав сборной Швеции на летних Олимпийских играх в Стокгольме. В смешанном разряде на закрытых кортах вместе с Франсом Мёллером в 1/8 финала проиграли Мэйблу Партону и Теодору Маврогордато из Великобритании — 3:6, 0:6. 45-летняя Хай была самой возрастной женщиной, выступавшей на летних Олимпийских играх в Стокгольме.
Умерла 26 мая 1954 года в шведском посёлке Ярсторп.